# Verticordia rutilastra
Verticordia rutilastra är en myrtenväxtart som beskrevs av Alexander Segger George. Verticordia rutilastra ingår i släktet Verticordia och familjen myrtenväxter. Inga underarter finns listade i Catalogue of Life.